# Museo del Baile Flamenco (Sevilla)

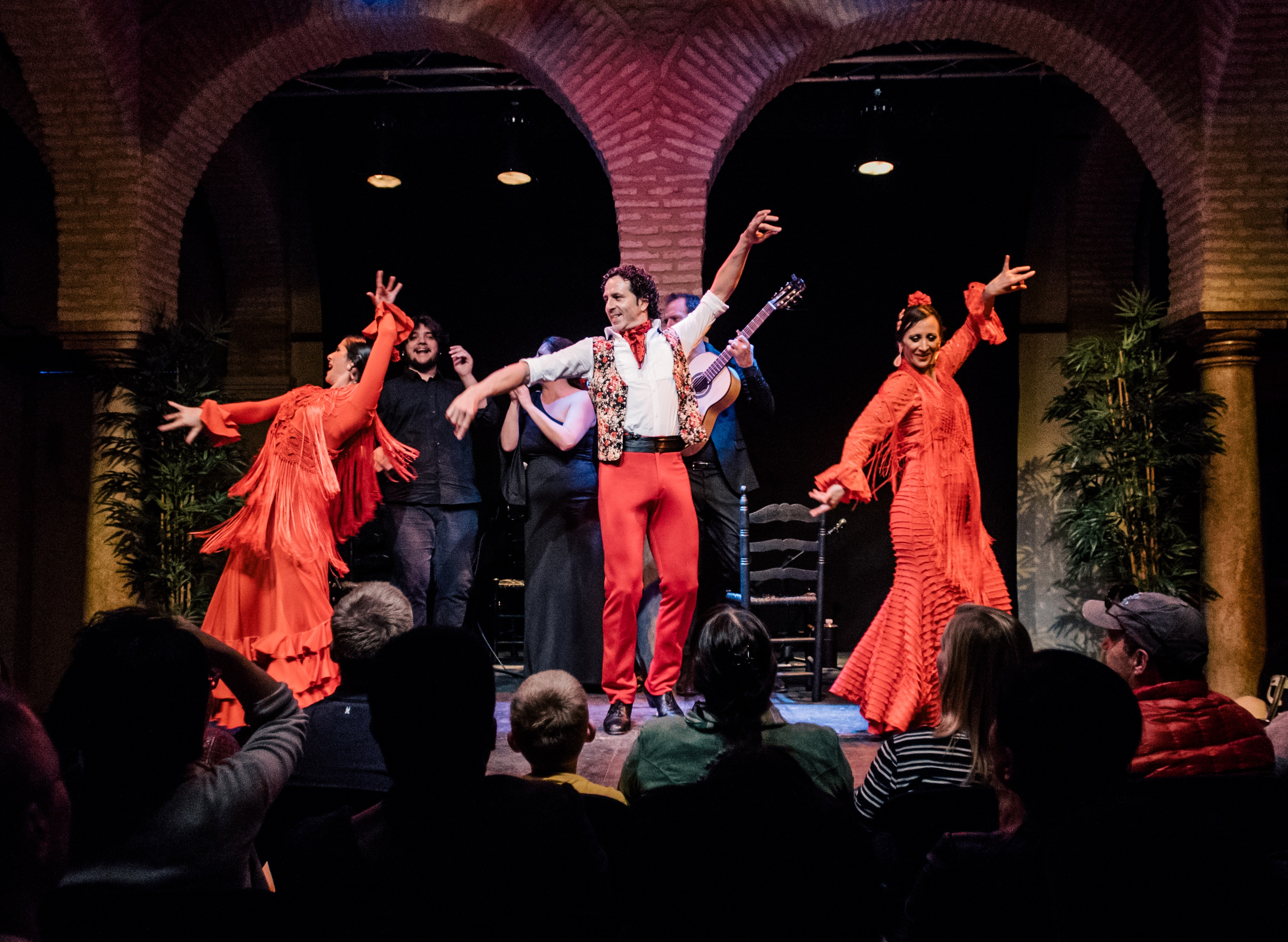

El Museo del Baile Flamenco de Sevilla, está situado en pleno centro de la ciudad, en el Barrio de Santa Cruz; entre la conocida Plaza de la Alfalfa y la Catedral.
La práctica totalidad del Museo, está dedicado a una de las expresiones artísticas que más arraigo e importancia ha tenido en la cultura de Andalucía, como es el baile Flamenco. Es el primer, y único museo en el mundo conocido hasta la fecha, dedicado a dicho arte.
Visitantes de todas las partes del mundo, vienen a conocer de cerca los orígenes y evolución de una tradición y cultura centenaria.

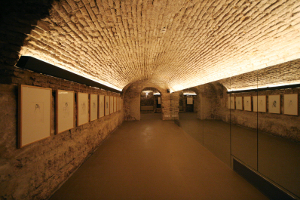
La ancestral magia del sótano

## Historia
La creación del Museo se debe a la iniciativa de la bailaora sevillana Cristina Hoyos. Tras unas obras de remodelación sobre un edificio que data del siglo XVIII, el Museo se inauguró el 7 de abril de 2006.
Se compone de un espacio dividido en cuatro plantas, cuyo sótano es también un elemento característico, y en donde se ha conservado el ambiente inicial del edificio.
En la planta baja, se encuentra un típico patio andaluz de estilo ecijano, que es de los pocos que quedan en Sevilla. En él, se ofrecen espectáculos de Flamenco, y de otros estilos y variantes que tengan algún tipo de vínculo con el baile Flamenco.

## Museo
En este espacio, la tradición de la cultura flamenca, y la modernidad de la más avanzada tecnología se dan la mano para ofrecerte una experiencia única.
A través de sus variadas salas, se accede al mágico mundo del baile flamenco; conociendo cuales fueron sus inicios y su evolución; pasando por los grandes artistas que han dado a conocer este arte y sus variantes.
Nombres como Carmen Amaya, Antonio Gades, el Güito, Sara Baras, Mario Maya, o la propia Cristina Hoyos, se dan cita en las diferentes salas de la parte interactiva.

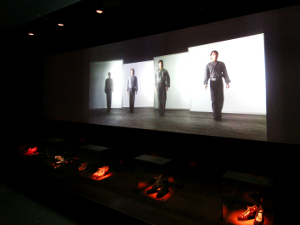
Una de las salas interactivas del Museo

Además de la cultura del baile, en otros espacios del Museo, se da cabida a diversas exposiciones de pintura, fotografía o escultura; siendo el Flamenco, el lógico denominador común de todas las obras que han salido de las manos de artistas como Vicente Escudero, Colita, Pedro Moreno, entre otros.

## Actividades

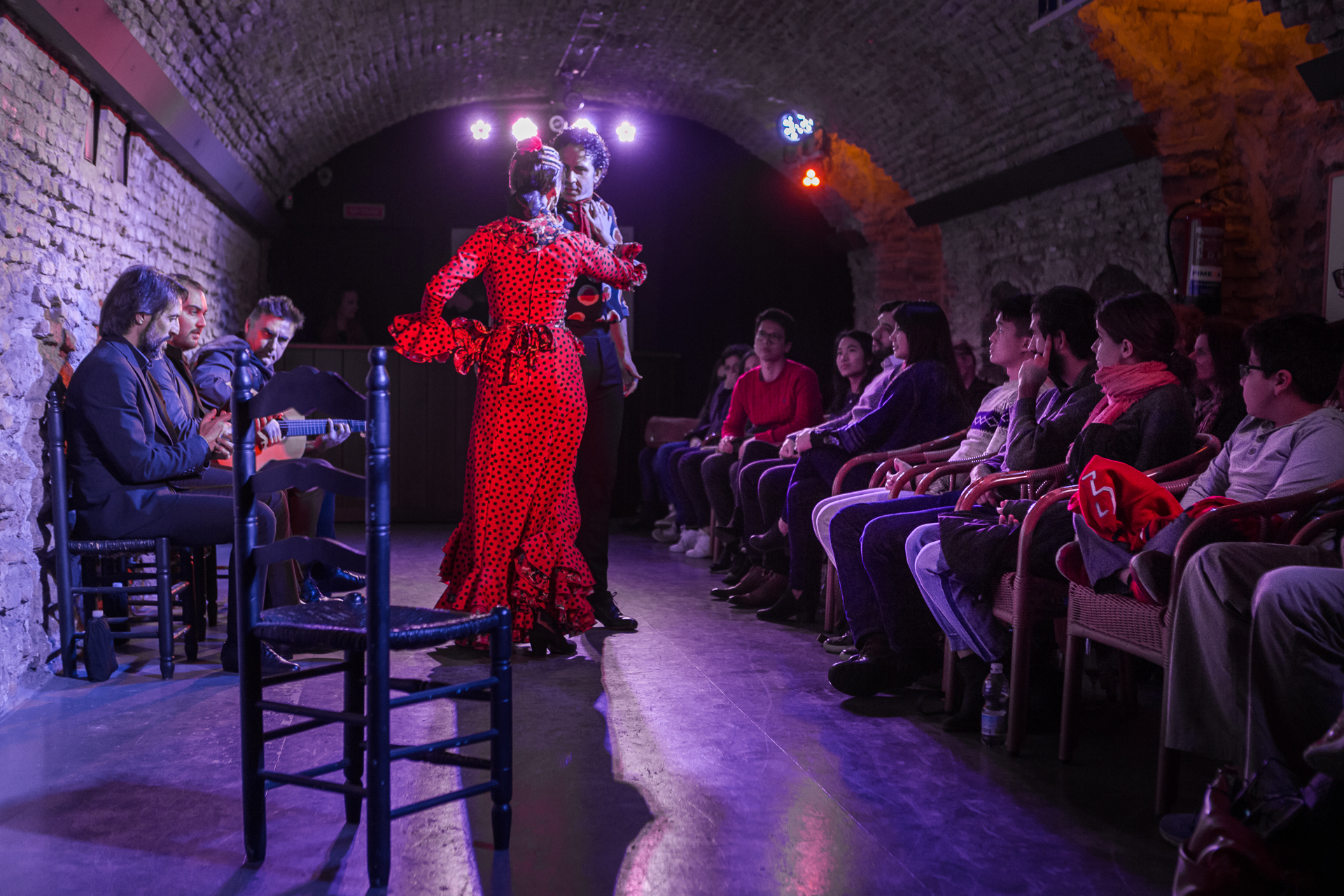

Entre las plantas 2.ª y sótano, existen espacios y salas reservados a multitud de actividades.
Exposiciones de fotografía, pintura y escultura; realización de cursos de cante, percusión, simposios, clases magistrales, charlas, proyección de películas; reuniones de empresa, cáterin, etc.

## Espectáculos
Cada día, y como última actividad del museo, en el patio de la planta baja hay una cita con el baile, con el cante, y con la guitarra. Los palos flamencos más populares en el museo son la Rumba, Sevillanas, Tangos, Alegrías, Fandangos, entre otros palos. Sobre un recogido escenario, artistas flamencos de primer nivel ofrecen al visitante la máxima expresión flamenca.
Los nombres que han pasado por estas tablas forman una extensísima lista que permite que diariamente, se vean caras diferentes, y diferentes concepciones y estilos que forman dicho arte.

## Visitas especiales
El Museo del Baile Flamenco ha sido visitado por personalidades como los actores Nick Nolte, Harrison Ford y Calista Flockhart, la presidenta de Filipinas Gloria Macapagal, el ministro de educación francés Luc Chattel, la viceministra de cultura de China, la exministra de Agricultura, pesca y Alimentación Elena Espinosa, o la Duquesa de Cornualles, el Príncipe Naruhito (heredero al trono de Japón) entre otros, han podido disfrutar en primera persona de la visita al mundo del Flamenco.